# La Grande Vie !
Pour les articles homonymes, voir La Grande Vie.
Pour plus de détails, voir Fiche technique et Distribution.
La Grande Vie ! est un film français réalisé par Philippe Dajoux, sorti en 2001.

## Synopsis
Marcello est à l'hôpital, plongé dans le coma. Son ange gardien demande à l'ange venu le prendre pour l'au delà de lui accorder une « prolongation » : il lui raconte les dernières semaines de Marcello afin de le convaincre. Lors de celles-ci, Marcello qui auparavant faisait la manche comme musicien à Paris en compagnie de son chinchilla Pompon se voit offrir un vieux solex par un généreux passant qui lui vient en aide lors d'une altercation. Grâce à cela, quittant son colocataire et ses amis, il décide alors de traverser la France avec le petit animal jusqu'à Marseille par les petites routes de campagne, et, personnage joyeux, ouvert et amical,  fait de multiples et belles rencontres (le pompiste, le pêcheur, la bouchère, le réparateur en camionnette, le policier, la peintre, la comédienne au Festival Off d'Avignon, les boulistes, etc.). C'est finalement la main de l'infirmière qui décidera de l'avenir de Marcello...

## Fiche technique
- Titre : La Grande Vie !
- Réalisation : Philippe Dajoux
- Scénario : Philippe Dajoux et Gérard Dubouche
- Pays d'origine :  France
- Genre  : comédie
- Durée : 80 minutes

## Distribution
- Sacha Bourdo : Marcello
- Patrick Bosso : L'ange fonctionnaire
- Christian Charmetant : L'ange-gardien
- Michel Boujenah : Le policier
- Stéphane Freiss : Monsieur Philippe
- Olivier Coquillon : Le pompiste
- Didier Bienaimé : Le pêcheur
- Nathalie Bienaimé : La bouchère
- Cécile Bois : Coralie, la peintre
- Pierre-François Martin-Laval : Zupaletta, le cycliste
- Kad Merad : Le motard
- Edmonde Franchi : La comédienne
- Franck Tiozzo : Le balaise
- Joël Cantona : Joueur de pétanque 1
- Éric Cantona : Joueur de pétanque 2
- Albert Cantona : Joueur de pétanque 3
- Josselin Siassia : Maké, le colocataire
- Charles Deprezzo : Charlie, le propriétaire du bar
- Francis Doudard : Doudou, l'homme du bar
- Coralie Amedeo : L'infirmière

## Autour du film
Le film a été tourné à Paris et dans plusieurs départements (Bouches-du-Rhône, Vaucluse et Aube).